# New Windsor (Maryland)
New Windsor is een plaats (town) in de Amerikaanse staat Maryland, en valt bestuurlijk gezien onder Carroll County.

## Demografie
Bij de volkstelling in 2000 werd het aantal inwoners vastgesteld op 1303.
In 2006 is het aantal inwoners door het United States Census Bureau geschat op 1365, een stijging van 62 (4,8%).

## Geografie
Volgens het United States Census Bureau beslaat de plaats een oppervlakte van
1,8 km², geheel bestaande uit land. New Windsor ligt op ongeveer 225 m boven zeeniveau.

## Plaatsen in de nabije omgeving
De onderstaande figuur toont nabijgelegen plaatsen in een straal van 20 km rond New Windsor.